# Mithridates IV. (Pontos)
Mithridates IV. Philopator Philadelphos (altgriechisch Μιθριδάτης Φιλοπάτωρ Φιλάδελφος Mithridátēs Philopátōr Philádelphos) war der sechste König von Pontos und regierte von etwa 155 bis etwa 152/151 v. Chr.

## Leben
Mithridates IV. war ein Sohn des Mithridates III. und folgte zwischen 160 und 155 v. Chr. seinem Bruder Pharnakes I. auf den Thron. Er vermählte sich mit seiner Schwester Laodike, ließ ihre gemeinsamen Porträts auf Münzen prägen und legte sich den Beinamen Philadelphos („Schwesterliebender“) zu, den er auf seinen Münzen ebenso führt wie das Cognomen Philopator („Vaterliebender“). Mit Rom ging er ein Bündnis ein und sandte daher im Winter 155/154 v. Chr. König Attalos II. von Pergamon Hilfstruppen für seinen Kampf gegen Prusias II. von Bithynien. Weiteres über seine Regierung ist nicht überliefert.